# Atletisme als Jocs Olímpics d'Estiu de 1912 - 4x400 metres relleus masculins

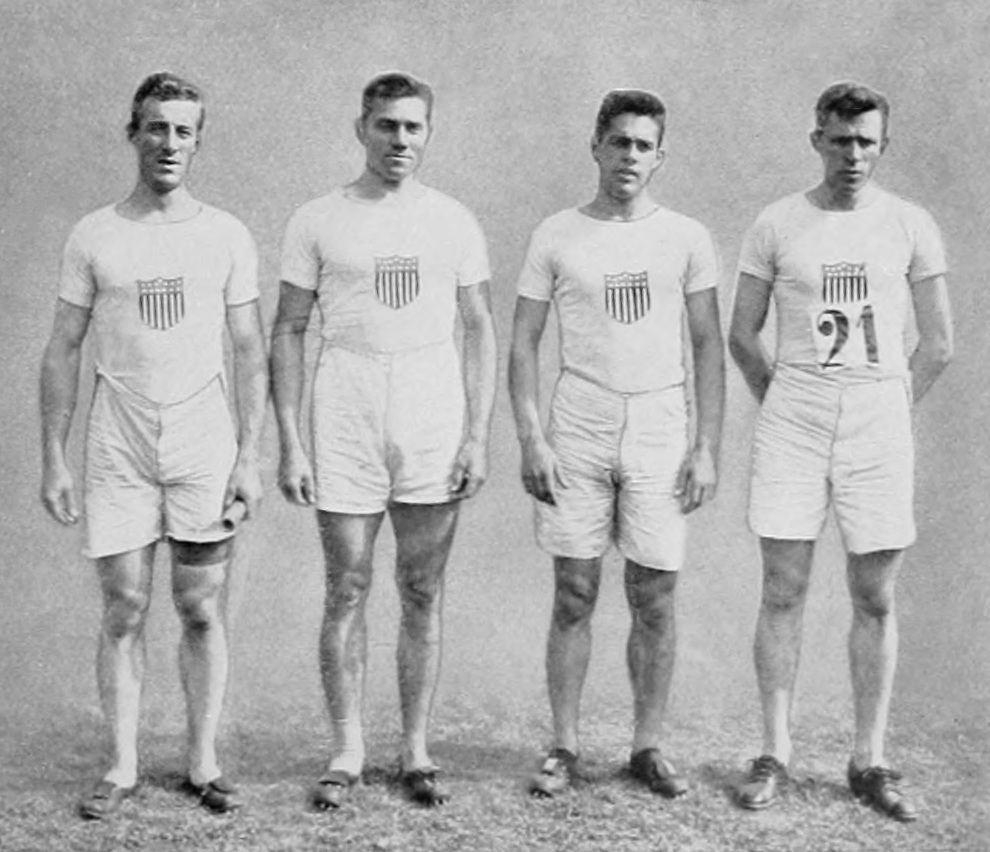
Equip vencedor

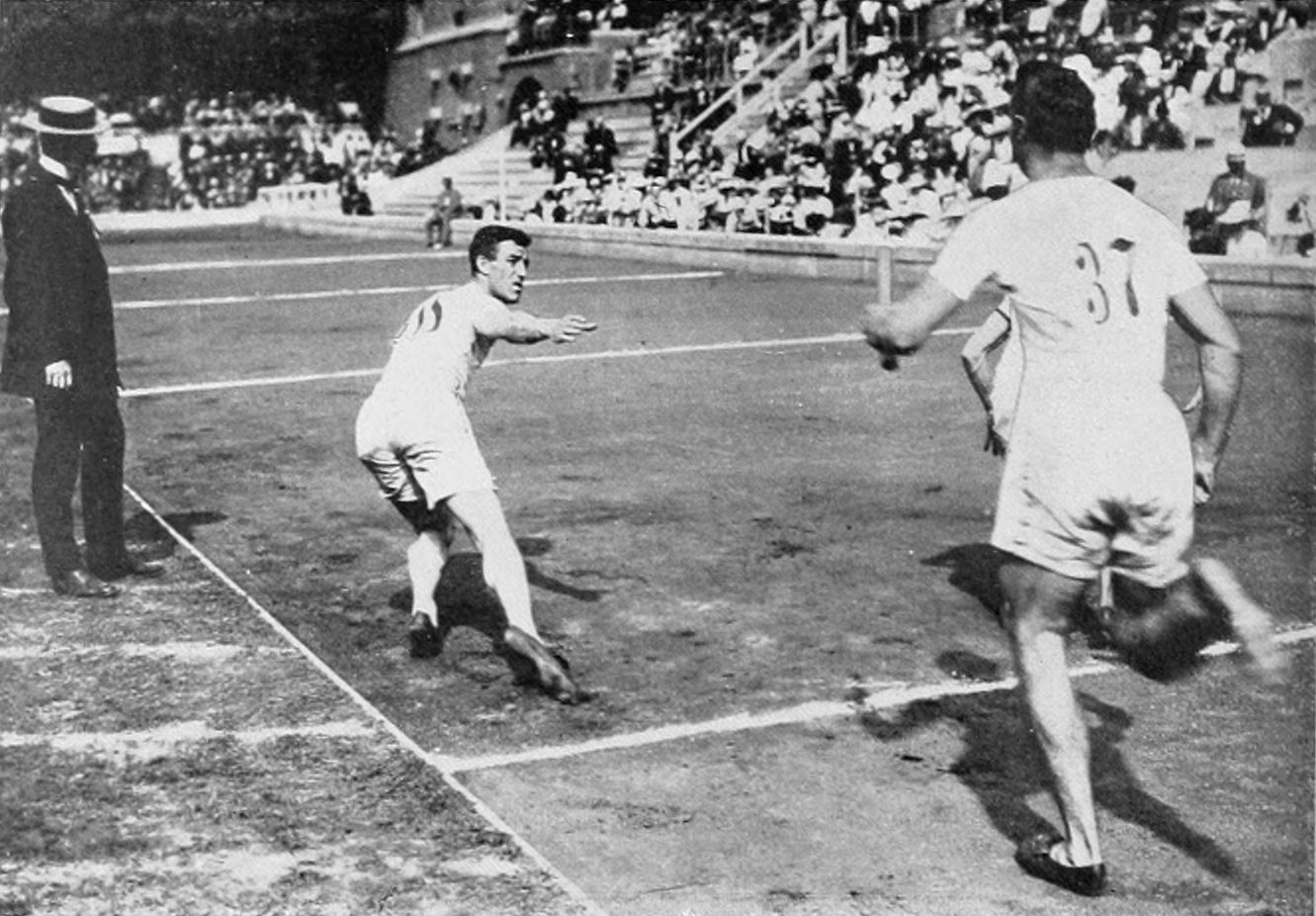
La final: Edward Lindberg passant el testimoni a Ted Meredith.

Els 4x400 metres relleus masculins van ser una de les proves del programa d'atletisme disputades durant els Jocs Olímpics d'Estocolm de 1912. Fou el debut d'aquesta prova i del relleu curt del 4x100 en uns Jocs, després que el 1908 es disputés una prova de relleus combinats. La prova es va disputar en dos dies i hi van prendre part 28 atletes de 7 nacions diferents. Les semifinals es disputaren el diumenge 14 de juliol, i la final el dilluns 15 de juliol.

## Medallistes
| Or                                                                            | Plata                                                                         | Bronze                                                                    |
| Estats Units Edward Lindberg · Ted Meredith · Charles Reidpath · Mel Sheppard | França Pierre Failliot · Charles Lelong · Charles Poulenard · Robert Schurrer | Regne Unit Ernest Henley · George Nicol · Cyril Seedhouse · James Soutter |

## Rècords
Aquests eren els rècords del món i olímpic que hi havia abans de la celebració dels Jocs Olímpics de 1912.
| Rècord del Món | 3' 18.2" | Harry Schaaf Harry Gissing James Rosenberger Mel Sheppard | Nova York (USA) | 4 de setembre de 1911 |
| Rècord Olímpic | –        | cap                                                       | –               | –                     |

L'equip britànic va córrer en la primera semifinal i va establir el millor temps de tots els participants en les semifinals amb 3' 19.0". Aquest temps va ser millorat per l'equip estatunidenc en la final, gràcies al qual van guanyar la medalla d'or i establiren un nou rècord mundial amb 3' 16.6".

## Resultats

### Semifinals
Totes les semifinals es van disputar el diumenge 14 de juliol de 1912. El vencedor de cadascuna d'elles passava a la final.
Semifinal 1
| Posició | Atleta                                                            | Temps     | Qual. |
| ------- | ----------------------------------------------------------------- | --------- | ----- |
| 1       | George Nicol, Ernest Henley, James Soutter, Cyril Seedhouse (GBR) | 3:19.0 OR | QF    |
| 2       | Mel Brock, John Howard, Thomas Gallon, John Tait (CAN)            | 3:22.2    |       |

Semifinal 2
| Posició | Atleta                                                              | Temps  | Qual. |
| ------- | ------------------------------------------------------------------- | ------ | ----- |
| 1       | Mel Sheppard, Edward Lindberg, Ted Meredith, Charles Reidpath (USA) | 3:23.3 | QF    |
| 2       | Hanns Braun, Max Herrmann, Heinrich Burkowitz, Erich Lehmann (GER)  | 3:28.5 |       |

Semifinal 3
| Posició | Atleta                                                                    | Temps  | Qual. |
| ------- | ------------------------------------------------------------------------- | ------ | ----- |
| 1       | Charles Lelong, Robert Schurrer, Pierre Failliot, Charles Poulenard (FRA) | 3:22.5 | QF    |
| 2       | Paul Zerling, John Dahlin, Eric Lindholm, Knut Stenborg (SWE)             | 3:25.0 |       |
| 3.      | Ervin Szerelemhegyi, Ödön Bodor, István Déván, Frigyes Wiesner (HUN)      | 3:29.4 |       |

### Final
La final es disputà el dilluns 15 de juliol de 1912.
| Posició | Atleta                                                                    | Temps     |
| ------- | ------------------------------------------------------------------------- | --------- |
| 1       | Mel Sheppard, Edward Lindberg, Ted Meredith, Charles Reidpath (USA)       | 3:16.6 WR |
| 2       | Charles Lelong, Robert Schurrer, Pierre Failliot, Charles Poulenard (FRA) | 3:20.7    |
| 3       | George Nicol, Ernest Henley, James Soutter, Cyril Seedhouse (GBR)         | 3:23.2    |